# Selección de fútbol de Santa Lucía
La selección de fútbol de Santa Lucía es el representativo nacional de este país. Es controlada por la Asociación de Fútbol de Santa Lucía, perteneciente a la Concacaf y a la FIFA desde 1988.

## Historia

### Inicios
Santa Lucía disputó su primer encuentro en 1936 ante Martinica, partido que perdió por 4:0. Posteriormente, en las décadas de los '60, '70 y '80, participó a varias ediciones del Windward Islands Tournament (Torneo de las Islas de Barlovento) enfrentando a las selecciones vecinas de Granada, San Vicente y las Granadinas, Dominica y Barbados.

### Años 1990
En 1988, Santa Lucía ingresó a la FIFA lo que le otorgó el derecho de disputar las eliminatorias mundialistas aunque recién participó en las clasificatorias al Mundial de 1994. Entretanto, jugó las rondas eliminatorias de las Copas del Caribe de 1989 y 1990, sin mayor éxito. Pero en 1991 se clasificó por primera vez al torneo regional, alcanzando el tercer lugar, su mayor logro hasta ahora. Volvería a disputar la fase final en 1993 y 1995 aunque no pudo superar la primera ronda en ambos certámenes. No ha podido regresar, hasta la fecha, a la fase final de la Copa del Caribe. En las mencionadas eliminatorias rumbo al Mundial de 1994, Santa Lucía no pudo superar la primera ronda al caer ante San Vicente y las Granadinas (resultado global de 3:2). Corrió igual suerte, cuatro años más tarde, en la ronda preliminar al Mundial de 1998, al ser eliminada por San Cristóbal y Nieves con un marcador global de 6:1.

### Años 2000
Los años 2000 comenzaron con una eliminación a manos de Surinam en la tanda de penaltis, con motivo de las eliminatorias para el Mundial de 2002. En efecto, ambas selecciones terminaron igualadas, tras vencer cada una 1:0 en casa y perder por igual marcador de visita. Surinam se clasificó a la ronda siguiente al superar a Santa Lucía por 3:1 en la lotería de los penaltis. Las clasificatorias al Mundial de 2006 vieron a Santa Lucía golear a su par de Islas Vírgenes Británicas con un aplastante resultado global de 10:0. Sin embargo, en la ronda siguiente, cayeron ante Panamá que los vapuleó con un marcador global de 7:0. En los preliminares rumbo al Mundial de 2010, Santa Lucía eliminó a Islas Turcas y Caicos en la primera fase antes de caer en la segunda fase, a manos de Guatemala, con un resultado global de 9:1. En el choque de ida, de 6:0 en favor de los chapines, el famoso ariete guatemalteco Carlos "el pescadito" Ruiz se distinguió anotando cuatro goles.

### A partir de 2010
Durante la primera ronda de las eliminatorias rumbo al Mundial de 2014, Santa Lucia eliminó a su similar de Aruba después de recurrir a la tanda de penaltis ya que los partidos que les enfrentaron acabaron con idénticos marcadores de 4:2. La suerte favoreció esta vez a Santa Lucía que se impuso por 5 pen. a 4. Sucumbió en la segunda ronda, en el grupo D, en compañía de las selecciones de Canadá, Puerto Rico y San Cristóbal y Nieves, al finalizar última del grupo con 1 punto. En las Clasificatorias de Concacaf al mundial del 2018, Santa Lucia se enfrentó en la segunda ronda a Antigua y Barbuda, donde consiguió ganar en el partido de ida por 1-3 en North Sound, Antigua y Barbuda, pero en el partido de vuelta como locales sucumbieron por marcador de 1-4 y quedaron eliminados con marcador global de 4-5.

## Estadísticas

### Copa Mundial de Fútbol
| Copa Mundial de Fútbol | Copa Mundial de Fútbol  | Copa Mundial de Fútbol  | Copa Mundial de Fútbol  | Copa Mundial de Fútbol  | Copa Mundial de Fútbol  | Copa Mundial de Fútbol  | Copa Mundial de Fútbol  |
| Año                    | Ronda                   | J                       | G                       | E                       | P                       | GF                      | GC                      |
| ---------------------- | ----------------------- | ----------------------- | ----------------------- | ----------------------- | ----------------------- | ----------------------- | ----------------------- |
| 1930 - 1934            | No existía la selección | No existía la selección | No existía la selección | No existía la selección | No existía la selección | No existía la selección | No existía la selección |
| 1938 - 1990            | No participó            | No participó            | No participó            | No participó            | No participó            | No participó            | No participó            |
| 1994                   | No clasificó            | No clasificó            | No clasificó            | No clasificó            | No clasificó            | No clasificó            | No clasificó            |
| 1998                   | No clasificó            | No clasificó            | No clasificó            | No clasificó            | No clasificó            | No clasificó            | No clasificó            |
| 2002                   | No clasificó            | No clasificó            | No clasificó            | No clasificó            | No clasificó            | No clasificó            | No clasificó            |
| 2006                   | No clasificó            | No clasificó            | No clasificó            | No clasificó            | No clasificó            | No clasificó            | No clasificó            |
| 2010                   | No clasificó            | No clasificó            | No clasificó            | No clasificó            | No clasificó            | No clasificó            | No clasificó            |
| 2014                   | No clasificó            | No clasificó            | No clasificó            | No clasificó            | No clasificó            | No clasificó            | No clasificó            |
| 2018                   | No clasificó            | No clasificó            | No clasificó            | No clasificó            | No clasificó            | No clasificó            | No clasificó            |
| 2022                   | Se retiró               | Se retiró               | Se retiró               | Se retiró               | Se retiró               | Se retiró               | Se retiró               |
| 2026                   | No clasificó            | No clasificó            | No clasificó            | No clasificó            | No clasificó            | No clasificó            | No clasificó            |
| 2030                   | Por disputarse          | Por disputarse          | Por disputarse          | Por disputarse          | Por disputarse          | Por disputarse          | Por disputarse          |
| 2034                   | Por disputarse          | Por disputarse          | Por disputarse          | Por disputarse          | Por disputarse          | Por disputarse          | Por disputarse          |
| Total                  | 0/23                    | -                       | -                       | -                       | -                       | -                       | -                       |

### Copa Oro de la Concacaf
| Copa Oro de la Concacaf | Copa Oro de la Concacaf | Copa Oro de la Concacaf | Copa Oro de la Concacaf | Copa Oro de la Concacaf | Copa Oro de la Concacaf | Copa Oro de la Concacaf | Copa Oro de la Concacaf |
| Año                     | Ronda                   | J                       | G                       | E                       | P                       | GF                      | GC                      |
| ----------------------- | ----------------------- | ----------------------- | ----------------------- | ----------------------- | ----------------------- | ----------------------- | ----------------------- |
| 1963 - 1989             | No participó            | No participó            | No participó            | No participó            | No participó            | No participó            | No participó            |
| 1991                    | No clasificó            | No clasificó            | No clasificó            | No clasificó            | No clasificó            | No clasificó            | No clasificó            |
| 1993                    | No clasificó            | No clasificó            | No clasificó            | No clasificó            | No clasificó            | No clasificó            | No clasificó            |
| 1996                    | No clasificó            | No clasificó            | No clasificó            | No clasificó            | No clasificó            | No clasificó            | No clasificó            |
| 1998                    | No clasificó            | No clasificó            | No clasificó            | No clasificó            | No clasificó            | No clasificó            | No clasificó            |
| 2000                    | No clasificó            | No clasificó            | No clasificó            | No clasificó            | No clasificó            | No clasificó            | No clasificó            |
| 2002                    | No clasificó            | No clasificó            | No clasificó            | No clasificó            | No clasificó            | No clasificó            | No clasificó            |
| 2003                    | No clasificó            | No clasificó            | No clasificó            | No clasificó            | No clasificó            | No clasificó            | No clasificó            |
| 2005                    | No clasificó            | No clasificó            | No clasificó            | No clasificó            | No clasificó            | No clasificó            | No clasificó            |
| 2007                    | No clasificó            | No clasificó            | No clasificó            | No clasificó            | No clasificó            | No clasificó            | No clasificó            |
| 2009                    | No participó            | No participó            | No participó            | No participó            | No participó            | No participó            | No participó            |
| 2011                    | No clasificó            | No clasificó            | No clasificó            | No clasificó            | No clasificó            | No clasificó            | No clasificó            |
| 2013                    | No clasificó            | No clasificó            | No clasificó            | No clasificó            | No clasificó            | No clasificó            | No clasificó            |
| 2015                    | No clasificó            | No clasificó            | No clasificó            | No clasificó            | No clasificó            | No clasificó            | No clasificó            |
| 2017                    | No clasificó            | No clasificó            | No clasificó            | No clasificó            | No clasificó            | No clasificó            | No clasificó            |
| 2019                    | No clasificó            | No clasificó            | No clasificó            | No clasificó            | No clasificó            | No clasificó            | No clasificó            |
| 2021                    | No clasificó            | No clasificó            | No clasificó            | No clasificó            | No clasificó            | No clasificó            | No clasificó            |
| 2023                    | No clasificó            | No clasificó            | No clasificó            | No clasificó            | No clasificó            | No clasificó            | No clasificó            |
| 2025                    | No clasificó            | No clasificó            | No clasificó            | No clasificó            | No clasificó            | No clasificó            | No clasificó            |
| Total                   | 0/28                    | -                       | -                       | -                       | -                       | -                       | -                       |

### Liga de Naciones de la Concacaf
| Liga de Naciones de la Concacaf | Liga de Naciones de la Concacaf | Liga de Naciones de la Concacaf | Liga de Naciones de la Concacaf | Liga de Naciones de la Concacaf | Liga de Naciones de la Concacaf | Liga de Naciones de la Concacaf | Liga de Naciones de la Concacaf | Liga de Naciones de la Concacaf | Liga de Naciones de la Concacaf |
| Año                             | L                               | G                               | Ronda                           | J                               | G                               | E                               | P                               | GF                              | GC                              |
| ------------------------------- | ------------------------------- | ------------------------------- | ------------------------------- | ------------------------------- | ------------------------------- | ------------------------------- | ------------------------------- | ------------------------------- | ------------------------------- |
| 2019-20                         | B                               | B                               | Cuarto lugar                    | 6                               | 1                               | 1                               | 4                               | 2                               | 10                              |
| 2022-23                         | C                               | C                               | Primer lugar                    | 4                               | 4                               | 0                               | 0                               | 8                               | 2                               |
| 2023-24                         | B                               | A                               | Segundo lugar                   | 6                               | 3                               | 1                               | 2                               | 10                              | 6                               |
| 2024-25                         | B                               | B                               | Segundo lugar                   | 6                               | 3                               | 0                               | 3                               | 7                               | 15                              |
| Total                           | Total                           | Total                           | 4/4                             | 22                              | 11                              | 2                               | 9                               | 27                              | 33                              |

## Torneos regionales de la CFU

### Copa del Caribe
| Copa del Caribe | Copa del Caribe | Copa del Caribe | Copa del Caribe | Copa del Caribe | Copa del Caribe | Copa del Caribe | Copa del Caribe |
| Año             | Ronda           | J               | G               | E               | P               | GF              | GC              |
| --------------- | --------------- | --------------- | --------------- | --------------- | --------------- | --------------- | --------------- |
| 1989            | No clasificó    | No clasificó    | No clasificó    | No clasificó    | No clasificó    | No clasificó    | No clasificó    |
| 1990            | No clasificó    | No clasificó    | No clasificó    | No clasificó    | No clasificó    | No clasificó    | No clasificó    |
| 1991            | Tercer lugar    | 7               | 4               | 2               | 1               | 15              | 4               |
| 1992            | No clasificó    | No clasificó    | No clasificó    | No clasificó    | No clasificó    | No clasificó    | No clasificó    |
| 1993            | Fase de grupos  | 6               | 3               | 1               | 2               | 9               | 9               |
| 1994            | No participó    | No participó    | No participó    | No participó    | No participó    | No participó    | No participó    |
| 1995            | Fase de grupos  | 7               | 2               | 1               | 4               | 8               | 13              |
| 1996            | No clasificó    | No clasificó    | No clasificó    | No clasificó    | No clasificó    | No clasificó    | No clasificó    |
| 1997            | No clasificó    | No clasificó    | No clasificó    | No clasificó    | No clasificó    | No clasificó    | No clasificó    |
| 1998            | No clasificó    | No clasificó    | No clasificó    | No clasificó    | No clasificó    | No clasificó    | No clasificó    |
| 1999            | No clasificó    | No clasificó    | No clasificó    | No clasificó    | No clasificó    | No clasificó    | No clasificó    |
| 2001            | No clasificó    | No clasificó    | No clasificó    | No clasificó    | No clasificó    | No clasificó    | No clasificó    |
| 2005            | No clasificó    | No clasificó    | No clasificó    | No clasificó    | No clasificó    | No clasificó    | No clasificó    |
| 2007            | No clasificó    | No clasificó    | No clasificó    | No clasificó    | No clasificó    | No clasificó    | No clasificó    |
| 2008            | No participó    | No participó    | No participó    | No participó    | No participó    | No participó    | No participó    |
| 2010            | No clasificó    | No clasificó    | No clasificó    | No clasificó    | No clasificó    | No clasificó    | No clasificó    |
| 2012            | No clasificó    | No clasificó    | No clasificó    | No clasificó    | No clasificó    | No clasificó    | No clasificó    |
| 2014            | No clasificó    | No clasificó    | No clasificó    | No clasificó    | No clasificó    | No clasificó    | No clasificó    |
| 2016            | No participó    | No participó    | No participó    | No participó    | No participó    | No participó    | No participó    |
| Total           | 3/19            | 20              | 9               | 4               | 7               | 32              | 26              |

### Copa de Naciones de la CFU
| Copa de Naciones de la CFU | Copa de Naciones de la CFU | Copa de Naciones de la CFU | Copa de Naciones de la CFU | Copa de Naciones de la CFU | Copa de Naciones de la CFU | Copa de Naciones de la CFU | Copa de Naciones de la CFU |
| Año                        | Ronda                      | J                          | G                          | E                          | P                          | GF                         | GC                         |
| -------------------------- | -------------------------- | -------------------------- | -------------------------- | -------------------------- | -------------------------- | -------------------------- | -------------------------- |
| 1978                       | No participó               | No participó               | No participó               | No participó               | No participó               | No participó               | No participó               |
| 1979                       | No participó               | No participó               | No participó               | No participó               | No participó               | No participó               | No participó               |
| 1981                       | Se retiró                  | Se retiró                  | Se retiró                  | Se retiró                  | Se retiró                  | Se retiró                  | Se retiró                  |
| 1983                       | No participó               | No participó               | No participó               | No participó               | No participó               | No participó               | No participó               |
| 1985                       | No participó               | No participó               | No participó               | No participó               | No participó               | No participó               | No participó               |
| 1988                       | No participó               | No participó               | No participó               | No participó               | No participó               | No participó               | No participó               |
| Total                      | 0/6                        | -                          | -                          | -                          | -                          | -                          | -                          |

## Últimos partidos y próximos encuentros
Actualizado al último partido jugado el 6 de junio de 2025
| Fecha      | Ciudad       | Local                 | Resultado | Visitante    | Competición                     |
| ---------- | ------------ | --------------------- | --------- | ------------ | ------------------------------- |
| 16-11-2023 | Basseterre   | S. Cristóbal y Nieves | 0:0       | Santa Lucía  | Liga Naciones Concacaf 23/24    |
| 19-11-2023 | Gros Islet   | Santa Lucía           | 1:2       | Sint Maarten | Liga Naciones Concacaf 23/24    |
| 06-06-2024 | Bridgetown   | Haití                 | 2:1       | Santa Lucía  | Clasificación Copa Mundial 2026 |
| 11-06-2024 | Bridgetown   | Santa Lucía           | 2:2       | Aruba        | Clasificación Copa Mundial 2026 |
| 06-09-2024 | Saint George | Santa Lucía           | 2:1       | Curazao      | Liga Naciones Concacaf 24/25    |
| 09-09-2024 | Saint George | Granada               | 1:2       | Santa Lucía  | Liga Naciones Concacaf 24/25    |
| 11-10-2024 | Gros Islet   | Saint-Martin          | 1:2       | Santa Lucía  | Liga Naciones Concacaf 24/25    |
| 14-10-2024 | Gros Islet   | Santa Lucía           | 0:4       | Saint-Martin | Liga Naciones Concacaf 24/25    |
| 15-11-2024 | Willemstad   | Santa Lucía           | 0:4       | Granada      | Liga Naciones Concacaf 24/25    |
| 18-11-2024 | Willemstad   | Curazao               | 4:1       | Santa Lucía  | Liga Naciones Concacaf 24/25    |
| 06-06-2025 | Willemstad   | Curazao               | 4:0       | Santa Lucía  | Clasificación Copa Mundial 2026 |
| 10-06-2025 | Gros Islet   | Santa Lucía           | -:-       | Barbados     | Clasificación Copa Mundial 2026 |

## Jugadores

### Última convocatoria
- Los siguientes jugadores fueron convocados para la clasificación para la Copa de Oro de la Concacaf 2023.[11]

| No. | Pos. | Jugador                 | Fecha de nacimiento (edad)         | Apa. | Goles | Club                  |
| --- | ---- | ----------------------- | ---------------------------------- | ---- | ----- | --------------------- |
| 1   | POR  | Vino Barclett           | 12 de octubre de 1999 (25 años)    | 21   | 0     | Cavalier              |
| 16  | POR  | Anton Richard           | 7 de noviembre de 1997 (27 años)   | 1    | 0     | White House Dennery   |
| 23  | POR  | Devone St. Prix         | 1 de septiembre de 1997 (27 años)  | 1    | 0     | Northern United       |
|     |      |                         |                                    |      |       |                       |
| 2   | DEF  | Kurt Frederick          | 27 de abril de 1991 (34 años)      | 50   | 11    | Platinum              |
| 3   | DEF  | Terell Thomas           | 18 de octubre de 1995 (29 años)    | 5    | 0     | Charlton Athletic     |
| 4   | DEF  | Janoi Donacien          | 3 de noviembre de 1993 (31 años)   | 1    | 0     | Ipswich Town          |
| 5   | DEF  | Shawn Evans             | 17 de enero de 1995 (30 años)      | 15   | 0     | Arnett Gardens        |
| 6   | DEF  | Melvin Doxilly          | 2 de enero de 1998 (27 años)       | 26   | 0     | Mount Pleasant        |
| 13  | DEF  | Canius Sandiford        | 25 de septiembre de 2003 (21 años) | 2    | 0     | Mabouya Valley Rovers |
| 19  | DEF  | Alvinus Myers           | 3 de junio de 1996 (29 años)       | 23   | 0     | Portmore United       |
|     |      |                         |                                    |      |       |                       |
| 8   | MED  | Leaus Henville          | 1 de enero de 1992 (33 años)       | 3    | 0     | Sin Equipo            |
| 12  | MED  | Lester Joseph           | 23 de febrero de 1993 (32 años)    | 29   | 1     | Portmore United       |
| 15  | MED  | Brandon Sandiford       | 20 de septiembre de 2003 (21 años) | 2    | 0     | Sin equipo            |
| 20  | MED  | Peter Pearson           | 17 de diciembre de 1995 (29 años)  | 3    | 0     | TuS Ennepetal         |
| 21  | MED  | Gregson President       | 30 de enero de 1996 (29 años)      | 10   | 2     | Platinum              |
|     |      |                         |                                    |      |       |                       |
| 7   | DEL  | Reeco Hackett-Fairchild | 9 de enero de 1998 (27 años)       | 1    | 1     | Lincoln City          |
| 9   | DEL  | Malik St. Prix          | 17 de julio de 1995 (29 años)      | 25   | 2     | PEPO Lappeenranta     |
| 10  | DEL  | Jevick Macfarlane       | 7 de agosto de 1996 (28 años)      | 10   | 4     | Portmore United       |
| 11  | DEL  | Ridel Stanislas         | 7 de septiembre de 1997 (27 años)  | 12   | 0     | Grenades              |
| 14  | DEL  | Dominic Poleon          | 7 de septiembre de 1993 (31 años)  | 1    | 0     | Ebbsfleet United      |
| 17  | DEL  | Andrus Remy             | 1 de septiembre de 1993 (31 años)  | 11   | 4     | Grenades              |
| 18  | DEL  | Aaron Richard           | 10 de febrero de 1999 (26 años)    | 14   | 1     | Monchy United         |
| 22  | DEL  | Nahum Melvin-Lambert    | 21 de octubre de 2002 (22 años)    | 1    | 0     | Reading               |

## Entrenadores
- Cassim Louis (1998)[12]
- Carson Millar (2004)[13]
- Carson Millar (2006)[14]
- Terrence Caroo (2008)[15]
- Alain Providence (2011)[16]
- Francis Lastic (2012–2018)[17][18][19][20]
- Francis McDonald (2018)[21][22]
- Jamaal Shabazz (2019–2021)[23][24]
- Stern John (2022–)[2]